# Nedim Bajrami
Nedim Bajrami (Zürich, 28 de febrero de 1999) es un futbolista suizo-albanés que juega de centrocampista en el Rangers F. C. de la Scottish Premiership.

## Trayectoria
Bajrami comenzó su carrera deportiva en el Grasshoppers suizo en 2017, club que abandonó en 2019 para jugar en el Empoli F. C. de la Serie B, al que llegó como cedido. El Empoli, una vez finalizada la cesión, decidió ejecutar la opción de compra que tenía por él.
En 2021 logró el ascenso con el Empoli a la Serie A, en la que debutó el 21 de agosto, en la derrota del Empoli por 1-3 frente a la S. S. Lazio. En dicho partido realizó su primera asistencia en la competición.

## Selección nacional
Es internacional con la selección de fútbol de Albania. Fue internacional sub-15, sub-16, sub-17, sub-18, sub-19 y sub-21 con la selección de fútbol de Suiza, pero para la absoluta se decidió por la de Albania, con la que debutó el 5 de septiembre de 2021, en la victoria por 1-0 frente a Hungría en un partido de clasificación para la Copa Mundial de Fútbol de 2022.
En la Eurocopa 2024 marcó contra Italia el gol más rápido en la historia de la competición a los 23 segundos de partido.

### Participaciones en Eurocopas
| Copa          | Sede     | Resultado    | Partidos | Goles |
| ------------- | -------- | ------------ | -------- | ----- |
| Eurocopa 2024 | Alemania | Primera fase | 3        | 1     |

## Clubes
| Club                           | País    | Año       |
| ------------------------------ | ------- | --------- |
| Grasshopper                    | Suiza   | 2017-2019 |
| Empoli F. C. (cedido)          | Italia  | 2019-2020 |
| Empoli F. C.                   | Italia  | 2020-2023 |
| U. S. Sassuolo Calcio (cedido) | Italia  | 2023      |
| U. S. Sassuolo Calcio          | Italia  | 2023-2024 |
| Rangers F. C.                  | Escocia | 2024-     |